# 大庄事件
大庄事件，或稱呂家望事件，是台灣清領時期爆發的一起武裝反抗事件。1888年8月2日，台東直隸州所屬的里壠庄即新開園府的漢人移民者及原住民（主要為大武壠族），因卑南撫墾局委員雷福海等官員壓榨及欺凌婦女，乃率眾700餘人到大庄局殺害委員雷福海、司事翁源、局書何茂、王升並局差、局勇等而爆發，最後發展成為花東縱谷平原各庄社的大武壠族、阿美族、卑南族、客家墾民聯合反抗清政府的戰事。

## 背景
牡丹社事件之後，清政府對臺統治政策由消極轉為積極，並計畫將臺灣東部納入統治主權範圍。1874年福建船政大臣沈葆楨來臺督辦海防，派遣袁聞柝等官員搭船登陸卑南寶桑（今臺東市）岸，設置臺灣府南路撫民理番廳，並由袁聞柝任理番同知，此為臺灣東部設立現代國家機構的開端。
理番廳設立的同時，派遣綏靖軍2000人，分別由北、中、南三路進入東部地區。事情的主因係由劉銘傳的土地丈量政策不公以及「開山撫番」造成的民怨所致。撫墾局地方官員雷福海藉丈量之便欺負居民，壓榨欺凌婦女引起民怨。

## 事件過程
清丈官員在後山地區進行土地清丈後，編造魚鱗圖冊時卻錯誤百出，引起大庄地區諸多居民不滿。光緒14年6月10日，秀姑巒撫墾分局雷福海委員，為催收田畝清丈單費來到大庄，要庄民以銀錢繳納單費，因為庄民缺乏貨幣，要求以米穀代繳，未被雷氏接受，雷氏態度嚴厲又侮辱庄中婦女，引起鄉民的不滿。
　後經雷福海向卑南同知陳燦稟告上情，同知准以米谷公平折價，完繳單費，庄民也欣然接受。未料，6月25日上午的辰時，大庄地區的客籍人士劉添旺、原住民潘水生、杜興，以及關山庄客籍謝寄生、吳天福，新開園庄潘觀、趙文良等地方頭目，正好都到撫墾分局大庄辦公處換取清丈單據，又因計較單費與撫墾委員雷福海起嚴重的爭執，遂將雷氏及局內司事翁源，局書何茂、王升，以及差勇等殺死，並立即招集當地原住民七百餘名對抗清廷，起義的民眾在當夜又攻擊設在瑞穗鄉的水尾撫墾局，殺死委員高丞垚、哨官劉得有及兵勇等。
1888年8月5日，起義軍兵分二路，分別往南北進軍。隨後又與水尾庄的客籍總理張兆輝、陳宗獻等人結盟，東海岸地區的彭仔存（長濱鄉寧埔村城山）、加走灣（長濱鄉忠勇村）等部落，也在事發後加入，終於引起了軒然大波。當時東部縱谷地區各庄社的阿美族、大武壠族等原漢都群起響應，沿路攻陷清軍的防哨，勢如破竹，後來臺東地區的卑南族呂家望（Likapon）社也加入戰局。
（一）北路的戰事：往北的民兵一路攻打到花蓮港，8月4日，大庄民兵千餘人占領壽豐鯉魚山一帶，遇清兵迎擊而退。26日，璞石閣一帶阿美族兩千餘人群起響應，民兵又從吉安一帶進撲由王廷楷駐守的花蓮港營，遇到營內巨砲之攻擊與李得勝所部之攻擊而潰散，隨後又遭花蓮港總理陳得義與南勢阿美族之追勦，民兵被殺31名，北路之役始告平息。
（二）南路的戰事：南方進入臺東平原，與卑南族呂家望社聯合，繼續擴大起事，攻佔並焚燒各官署，並包圍鎮海後軍。民兵往南圍攻卑南廳署，6月28日，大庄與呂家望社千餘人圍困張兆連隊部，8月14日，丁汝昌在臺東海上以兵輪致遠、靖遠船上快砲轟炸呂家望社碉壘，15日清晨，清軍各營挑選300名營勇，懸以重賞，配合丁氏砲轟，一舉奪下5座碉壘並攻入邦邦（不詳）社。16日，李定明、萬國本、丁汝昌、吳宏洛分率各隊，以襲擊、包抄方法圍攻呂家望、大巴六九（Tamalakao）社，社眾陣亡數百人，卑南方面的戰事始告平息。
之後，清政府動用提督李定明以威定輪，臺灣總兵萬國本、北洋水師之致遠、靖遠兩艘穹甲巡洋舰。两舰上的部分水兵临时组成“洋枪队”，北路一路攻至花蓮港，南路圍攻卑南廳署，除原來粵籍、原住民外，東部縱谷地區各庄社的阿美族、大武壠族、漢籍墾民都加入戰局。在舰炮掩护下登陆进行滩头作战（此行动被视为中国近代海军第一次對臺灣渡海进行两栖登陆作战），戰火蔓延到8月下旬才被官方鎮壓，於同年10月弭平該事件。平亂後，查拿訊辦名單即包括水尾社通事張兆輝、陳宗獻(均係廣東人)，大庄總理甲首杜興房、劉榮等，及璞石閣（花蓮玉里）、客人城（宜蘭北成）、加早宛（臺東長濱）等地原住民「匪首」。清軍還以「以番制番」利用南勢阿美族進行「清鄉」。

## 後續
臺東直隸州的設立。
胡傳來到東部進行善後調查，改革新軍。
戰事當中張兆連為感恩媽祖庇佑讓當時軍隊挖井找到水源，建立台東天后宮。